# Modern Ruin
Modern Ruin — седьмой студийный альбом шведской группы Covenant, выпущенный 14 января 2011 года.

## Об альбоме
Релиз доступен в двух форматах: обычный CD и изданное ограниченным тиражом двухдисковое издание. Бонусный диск содержит песню из саундтрека к фильму «Вкус ночи» (Wir sind die Nacht), а также ремиксы и семплы.
Modern Ruin был в целом положительно оценён критиками. В то же время было отмечено, что звучание группы отличается от предыдущих работ Covenant, что связывают с появлением в коллективе в 2007 году Даниэля Майера из Haujobb. Помимо классических коммерческих синтипоп-треков альбом содержит эксперименты с шумовыми эффектами и электронными битами.

## Список композиций
Диск 1
| №                   | Название                             | примечание                 | Длительность |
| ------------------- | ------------------------------------ | -------------------------- | ------------ |
| 1.                  | «Modern Ruin»                        |                            | 1:28         |
| 2.                  | «Lightbringer»                       | совместно с Necro Facility | 5:41         |
| 3.                  | «Judge of My Domain»                 |                            | 6:05         |
| 4.                  | «Dynamo Clock»                       |                            | 5:32         |
| 5.                  | «Kairos»                             |                            | 1:11         |
| 6.                  | «The Beauty and the Grace»           |                            | 4:52         |
| 7.                  | «Get On»                             |                            | 4:40         |
| 8.                  | «Worlds Collide»                     |                            | 4:16         |
| 9.                  | «In the Night»                       |                            | 3:20         |
| 10.                 | «Beat the Noise»                     |                            | 6:00         |
| 11.                 | «The Road»                           |                            | 4:53         |
| 12.                 | «Modern Ruin Part II (Hidden Track)» |                            | 9:10         |
| Общая длительность: | Общая длительность:                  | Общая длительность:        | 57:08        |

Limited Edition Bonus CD
| №                   | Название             | примечание                | Длительность |
| ------------------- | -------------------- | ------------------------- | ------------ |
| 1.                  | «Wir Sind Die Nacht» | саундтрек                 | 3:45         |
| 2.                  | «Wir Sind Die Nacht» | ремикс Oscar Holter       | 5:06         |
| 3.                  | «Wir Sind Die Nacht» | инструментальный          | 8:24         |
| 4.                  | «Wir Sind Die Nacht» | ремикс Henrik Baeckstroem | 5:09         |
| 5.                  | «Wir Sind Die Nacht» | семпл                     | 0:11         |
| 6.                  | «Ich War Nichts»     | семпл                     | 0:52         |
| 7.                  | «Wunder»             | семпл                     | 0:04         |
| Общая длительность: | Общая длительность:  | Общая длительность:       | 23:31        |